# Веснянська сільська рада (Старокостянтинівський район)
Весня́нська сільська́ ра́да — адміністративно-територіальна одиниця та орган місцевого самоврядування у Старокостянтинівському районі Хмельницької області. Адміністративний центр — село Веснянка.

## Загальні відомості
Веснянська сільська рада утворена в 1927 році.
- Територія ради: 74,76 км²
- Населення ради: 995 осіб (станом на 2001 рік)

## Населені пункти
Сільській раді були підпорядковані населені пункти:
- с. Веснянка
- с. Караїмівка
- с. Ланок

## Склад ради
Рада складалася з 12 депутатів та голови.
- Голова ради: Заплотинський Анатолій Володимирович
- Секретар ради: Вороніна Валентина Володимирівна

### Керівний склад попередніх скликань
| Прізвище, ім'я, по батькові          | Основні відомості                                                 | Дата обрання | Дата звільнення |
| ------------------------------------ | ----------------------------------------------------------------- | ------------ | --------------- |
| Заплотинський Анатолій Володимирович | Сільський голова, 1951 року народження, освіта вища, безпартійний | 26.03.2006   | 31.10.2010      |
| Заплотинський Анатолій Володимирович | Сільський голова, 1951 року народження, освіта вища, безпартійний | 15.05.2011   |                 |

Примітка: таблиця складена за даними сайту Верховної Ради України

### Депутати
За результатами місцевих виборів 2010 року депутатами ради стали:

#### За суб'єктами висування
| Суб'єкт висування                 | Кількість обраних депутатів | %    |
| --------------------------------- | --------------------------- | ---- |
| Самовисування                     | 6                           | 50   |
| Комуністична партія України       | 2                           | 16,7 |
| Партія регіонів                   | 2                           | 16,7 |
| Народна партія                    | 1                           | 8,3  |
| Політична партія «Сильна Україна» | 1                           | 8,3  |

#### За округами
| № округу                          | Прізвище, ім'я, по батькові      | Дата визнання обраним | Освіта             | Партійна приналежність                  | Відомості про обраного депутата                           |
| --------------------------------- | -------------------------------- | --------------------- | ------------------ | --------------------------------------- | --------------------------------------------------------- |
| Комуністична партія України       |                                  |                       |                    |                                         |                                                           |
| 5                                 | Савчук Лариса Василівна          | 05.11.2010            | вища               | член Комуністичної партії України       | Веснянський фельдшерсько-акушерський пункт, акушер        |
| 9                                 | Маховська Олена Миколаївна       | 05.11.2010            | вища               | позапартійна                            | Веснянський сільський будинок культури, художній керівник |
| Народна Партія                    |                                  |                       |                    |                                         |                                                           |
| 1                                 | Соловйов Володимир Петрович      | 05.11.2010            | середня спеціальна | член Народної партії                    | Веснянська загальноосвітня школа I-III ст., вчитель       |
| Партія регіонів                   |                                  |                       |                    |                                         |                                                           |
| 10                                | Вороніна Валентина Володимирівна | 05.11.2010            | вища               | позапартійна                            | Веснянська сільська рада, секретар                        |
| 11                                | Гнідець Надія Петрівна           | 05.11.2010            | середня            | член Партії регіонів                    | приватний підприємець                                     |
| Політична партія «Сильна Україна» |                                  |                       |                    |                                         |                                                           |
| 6                                 | Король Вікторія Володимирівна    | 05.11.2010            | вища               | член Політичної партії «Сильна Україна» | Веснянська сільська рада, соціальний педагог              |
| Самовисування                     |                                  |                       |                    |                                         |                                                           |
| 2                                 | Гаврилюк Олена Іванівна          | 05.11.2010            | середня спеціальна | позапартійна                            | Веснянський сільський будинок культури, директор          |
| 3                                 | Пастух Петро Анатолійович        | 05.11.2010            | вища               | позапартійний                           | СТОВ «Інтер Случ», завідувач складу                       |
| 4                                 | Бегеба Юлія Василівна            | 05.11.2010            | вища               | позапартійна                            | тимчасово не працює                                       |
| 7                                 | Кржевицька Алла Генріхівна       | 05.11.2010            | вища               | позапартійна                            | Веснянська сільська бібліотека, завідувачка філіалу       |
| 8                                 | Гордієнко Ольга Анатоліївна      | 05.11.2010            | вища               | позапартійна                            | Веснянська загальноосвітня школа, вчитель                 |
| 12                                | Йойна Віктор Андрійович          | 05.11.2010            | вища               | позапартійний                           | Веснянська сільська рада, землевпорядник                  |